# Tchads nationalvåben
Tchads nationalvåben blev taget i brug i 1970 og består af et gult skjold med blå bølgende linjer og en solopgang. Bølgerne symboliserer Tchad-søen og solopgangen en ny start. Skjoldet holdes af en ged og en løve. Geden symboliserer den nordlige del af landet og løven den sydlige. Under skjoldet er en medalje og et bånd med Tchads motto Unité – Travail – Progrès
på fransk.
| Artikelstump | Spire Denne artikel om et rigsvåben eller statsvåben er en spire som bør udbygges. Du er velkommen til at hjælpe Wikipedia ved at udvide den. |